# Leonardo Okeke
Leonardo Arinze Okeke (Monza, 16 luglio 2003) è un cestista italiano, di origini nigeriane, che gioca come centro per Pall. Cantù e nella nazionale italiana di pallacanestro.
È fratello minore di David Okeke, anch'egli cestista.

## Carriera

### Club
Cresciuto nelle giovanili del College Basket Borgomanero, esordisce in Serie C Gold con gli stessi nella stagione 2019-2020, mantenendo l'anno successivo una media di 16,9 punti a partita. Nel 2020-2021 esordisce anche in Serie B, giocando 7 partite con Oleggio. Nell'estate del 2021 viene acquistato dal Derthona Basket e girato in prestito in Serie A2 alla Junior Basket Monferrato, dove mantiene medie di 9,5 punti e 7,8 rimbalzi a partita e viene eletto Miglior Under-21 del campionato.
Nell'estate 2023 l'Olimpia Milano, che ne detiene i diritti sportivi, si accorda con la Pallacanestro Varese per un prestito biennale del giocatore, ancora infortunato in seguito al grave infortunio occorsogli quando giocava nel campionato spagnolo nella Joventut Badalona.
Nel gennaio 2024 la Pallacanestro Varese per verificare il recupero del giocatore lo cede per alcune partite al vivaio varesino del Campus Varese.

### Nazionale
Pur non avendo mai giocato con le nazionali giovanili, viene convocato dal neo-ct della nazionale maggiore Gianmarco Pozzecco, esordendo il 25 giugno 2022 nell'amichevole contro la Slovenia.

## Statistiche

### Cronologia presenze e punti in Nazionale
| Cronologia completa delle presenze e dei punti in Nazionale - Italia | Cronologia completa delle presenze e dei punti in Nazionale - Italia | Cronologia completa delle presenze e dei punti in Nazionale - Italia | Cronologia completa delle presenze e dei punti in Nazionale - Italia | Cronologia completa delle presenze e dei punti in Nazionale - Italia | Cronologia completa delle presenze e dei punti in Nazionale - Italia | Cronologia completa delle presenze e dei punti in Nazionale - Italia | Cronologia completa delle presenze e dei punti in Nazionale - Italia |
| Data                                                                 | Città                                                                | In casa                                                              | Risultato                                                            | Ospiti                                                               | Competizione                                                         | Punti                                                                | Note                                                                 |
| -------------------------------------------------------------------- | -------------------------------------------------------------------- | -------------------------------------------------------------------- | -------------------------------------------------------------------- | -------------------------------------------------------------------- | -------------------------------------------------------------------- | -------------------------------------------------------------------- | -------------------------------------------------------------------- |
| 25/06/2022                                                           | Trieste                                                              | Italia                                                               | 71 - 90                                                              | Slovenia                                                             | Amichevole                                                           | 7                                                                    | [ 5 ]                                                                |
| Totale                                                               |                                                                      | Presenze                                                             | 1                                                                    |                                                                      | Punti                                                                | 7                                                                    |                                                                      |

## Palmarès
- Miglior Under-21 Serie A2: 1

JB Monferrato: 2021-2022
- Coppa Italia LNP: 1

Pallacanestro Cantù: 2025